# Выборы губернатора Санкт-Петербурга (2003)
Досрочные выборы губернатора Санкт-Петербурга 2003 года — назначены в связи с отставкой Владимира Яковлева, переведённого указом Президента на должность заместителя Председателя Правительства Российской Федерации. Выборы прошли в два тура: 21 сентября и 5 октября. Новым губернатором была избрана Валентина Матвиенко.
1 июля в газете «Санкт-Петербургские ведомости» было опубликовано постановление о дате внеочередных выборов губернатора города. Выборы были назначены на 21 сентября, а избирательная кампания официально началась 2 июля. 3 июля было утверждено официальное расписание выборов.
На выдвижение потенциальным кандидатам давался месяц. Закон требовал для регистрации предоставить подписи 1 % избирателей (примерно 32 тысячи человек) или же внести избирательный залог в 7,5 миллионов рублей. До начала регистрации о себе как потенциальных кандидатах заявили 32 человека. За три месяца до первого тура «Фонтанка.ру» провела опрос среди своих читателей, показавший, что как кандидат наибольшую поддержку имеет полпред президента в Северо-Западном округе Валентина Матвиенко, вслед за ней в списке шла вице-губернатор Анна Маркова.
К 31 июля, когда горизбирком закончил регистрацию избирательных залогов и подписей избирателей, осталось 14 претендентов: Михаил Амосов, Геннадий Василенко, Сергей Беляев, Вадим Войтановский, Александр Габитов, Рашид Джабаров, Виктор Ефимов, Анна Маркова, Валентина Матвиенко, Сергей Прянишников, Константин Сухенко, Петр Щелищ, Олег Титов и Алексей Тимофеев.
Прошли регистрацию и были допущены к участию в первом туре 9 человек: Михаил Амосов, Сергей Беляев, Вадим Войтановский, Виктор Ефимов, Анна Маркова, Валентина Матвиенко, Константин Сухенко, Олег Титов и Алексей Тимофеев.
Предвыборная агитация в СМИ официально открылась 22 августа и продлилась до завершения агитационного периода 20 сентября.
Во второй тур вышли Анна Маркова и Валентина Матвиенко. По их результатам 5 октября во втором туре победила Валентина Матвиенко, набрав 63 %, и стала губернатором. Любопытно, что на последующих проходивших в Санкт-Петербурге выборах губернатора сохраняется невысокая явка и примерно постоянное количество избирателей, примерно 700 тысяч или 17-19 % от списочного числа, стабильно определяющее результат.

## Первый тур
| Место                  | Кандидат                      | Голоса    | %     |
| ---------------------- | ----------------------------- | --------- | ----- |
| 1.                     | Матвиенко Валентина Ивановна  | 523 836   | 48,73 |
| 2.                     | Маркова Анна Борисовна        | 170 239   | 15,84 |
| 3.                     | Беляев Сергей Георгиевич      | 86 828    | 8,08  |
| 4.                     | Амосов Михаил Иванович        | 75 733    | 7,05  |
| 5.                     | Сухенко Константин Эдуардович | 54 862    | 5,10  |
| 6.                     | Тимофеев Алексей Анатольевич  | 9 305     | 0,87  |
| 7.                     | Ефимов Виктор Алексеевич      | 8 888     | 0,83  |
| 8.                     | Войтановский Вадим Николаевич | 8 797     | 0,83  |
| 9.                     | Титов Олег Витальевич         | 7 905     | 0,74  |
| Против всех            | Против всех                   | 117 946   | 10,97 |
| Явка                   | Явка                          | 1 074 918 | 28,98 |
| Количество избирателей | Количество избирателей        | 3 709 128 | 100   |

## Второй тур
| Место                  | Кандидат                     | Голоса    | %     |
| ---------------------- | ---------------------------- | --------- | ----- |
| 1.                     | Матвиенко Валентина Ивановна | 660 237   | 63,20 |
| 2.                     | Маркова Анна Борисовна       | 252 205   | 24,14 |
| Против всех кандидатов | Против всех кандидатов       | 122 776   | 11,75 |
| Недействительны        | Недействительны              | 9 468     | 0,91  |
| Явка                   | Явка                         | 1 044 686 | 28,22 |
| Количество избирателей | Количество избирателей       | 3 702 433 | 100   |

## Критика
Выборы губернатора Санкт-Петербурга в 2003 году подвергаются критике за фальсификации в пользу Матвиенко. Некоторые подозревают то, что в Санкт-Петербурге многие девушки и женщины — уроженцы Санкт-Петербурга не собирались и вообще не хотели, да и не смогли голосовать только за Анну Маркову, без Матвиенко отдельно. Некоторые недооценивают также, что большинство жителей Петербурга недоголосовали за тех кандидатов в губернаторы, которые родились в Санкт-Петербурге (бывшем Ленинграде), а именно — за Амосова, Сухенко и Тимофеева, и не смогли доголосовать за них так, чтобы Матвиенко проиграла бы.
Сама Анна Маркова резко высказывалась против Валентины Ивановны, считая что у той все должностные полномочия губернатора Санкт-Петербурга отвратительны. К тому же Маркова устраивала Матвиенко громкие скандалы. Даже Анна Борисовна грозилась Валентине Ивановне подать на неё иск в суд.